# سیسلی آیلند (لوئیزیانا)
سیسلی آیلند (به انگلیسی: Sicily Island) شهری در ایالت لوئیزیانا کشور ایالات متحده آمریکا است که جمعیت آن در سرشماری سال ۲۰۱۰ میلادی، ۵۲۶ نفر بوده‌است.

## نگارخانه

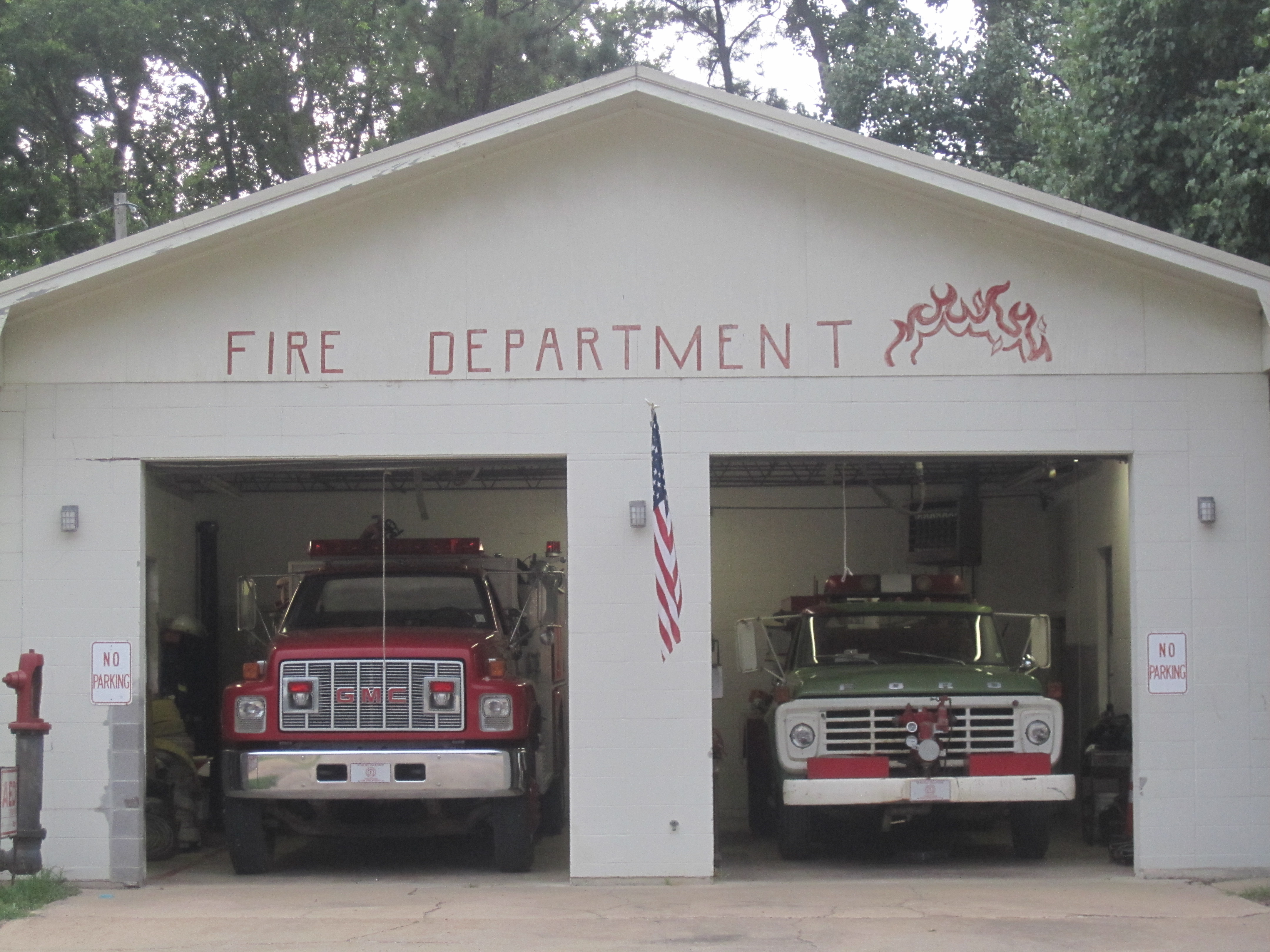
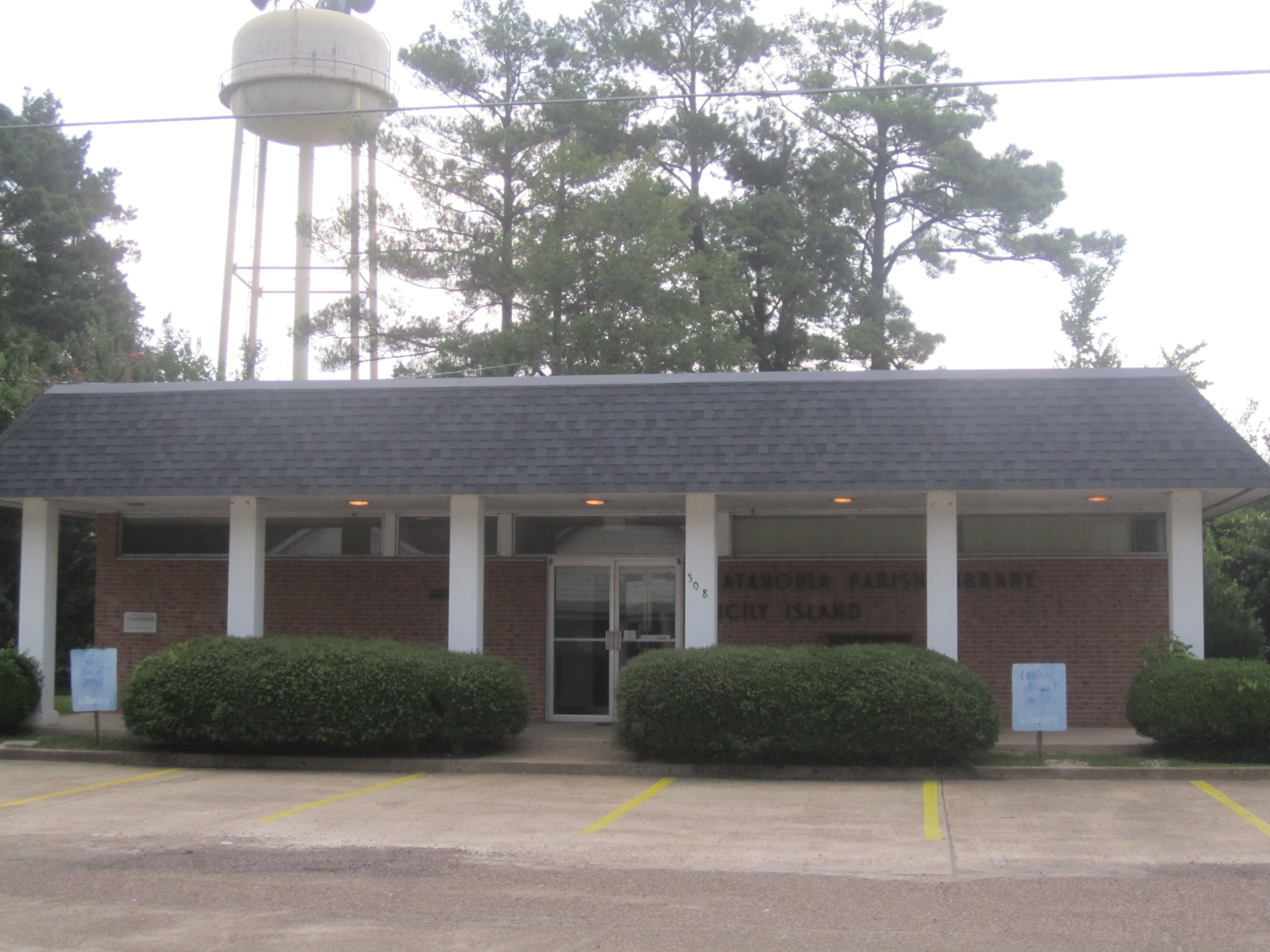
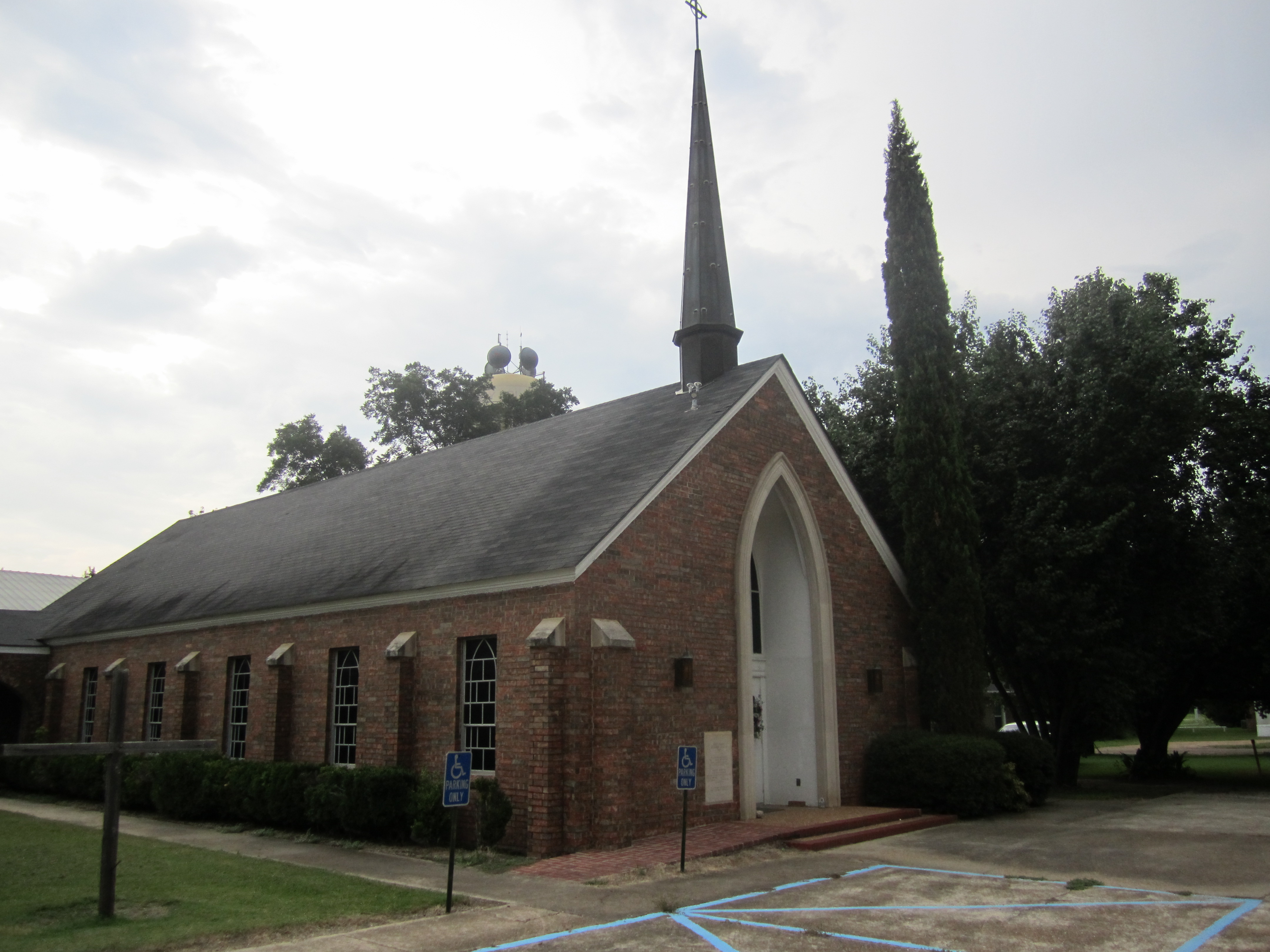
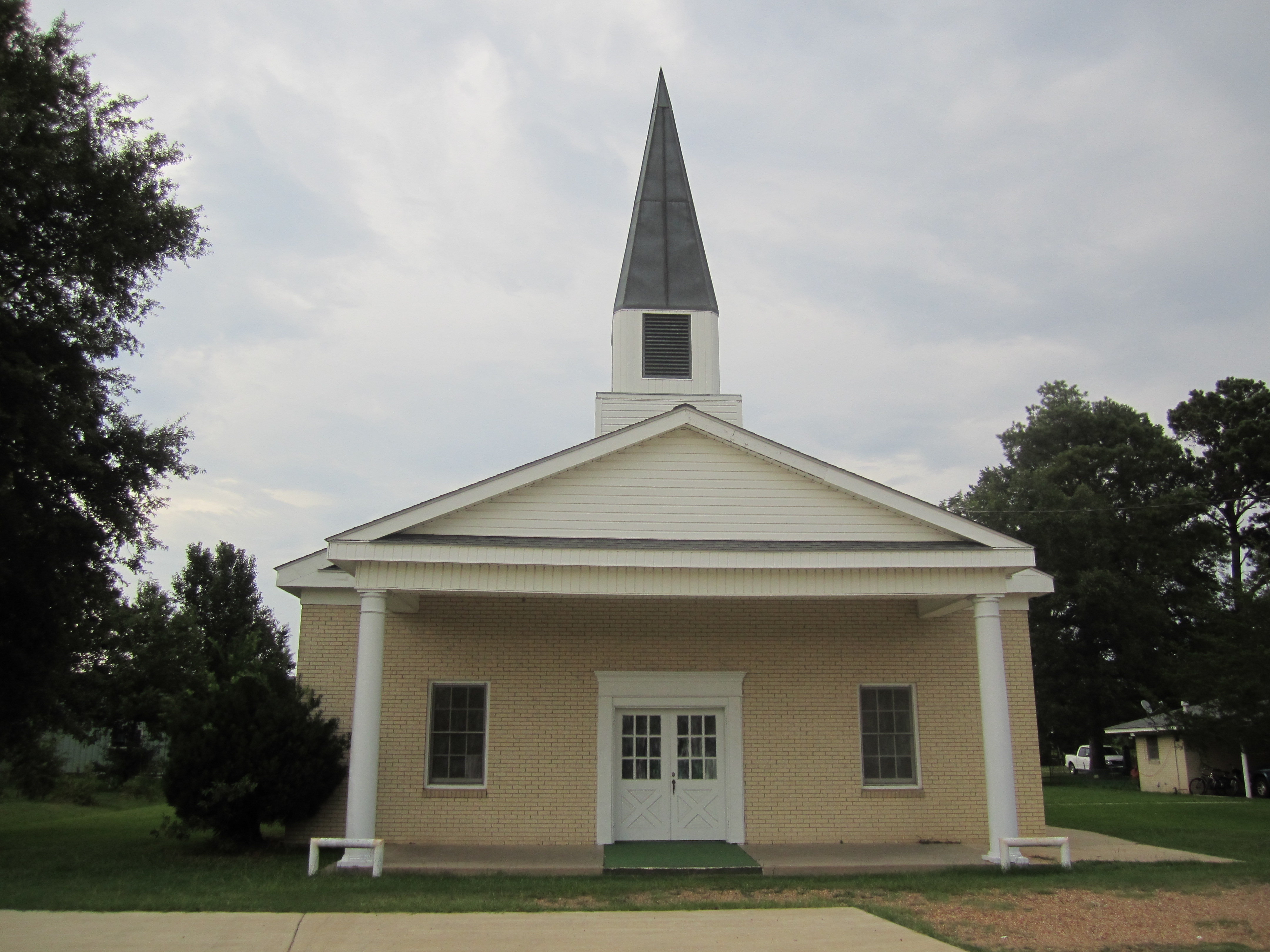